# Markus Schiegl
Markus Schiegl (ur. 7 czerwca 1975 w Kufstein) – austriacki saneczkarz startujący w dwójkach w parze z bratem Tobiasem, wielokrotny medalista mistrzostw świata i Europy.
Pierwszy sukces odniósł na mistrzostwach świata juniorów zdobywając w 1992 srebro w dwójkach. W reprezentacji Austrii startuje od 1993 roku. Na igrzyskach olimpijskich wystąpił czterokrotnie zajmując w najlepszych startach czwarte miejsce (w 1998 i 2006). Na mistrzostwach świata wywalczył czternaście medali - po pięć złotych i srebrnych oraz cztery brązowe. Najbardziej udane były dla niego zawody w 1996 oraz 1997, kiedy to zdobywał po dwa medale złote za starty w dwójkach i drużynie mieszanej. Ostatni raz mistrzem świata został w  1999 w drużynie. Srebrne medale wywalczył w 1993 i 2008 w drużynie oraz w 1999, 2003 i 2007 w dwójkach. Na trzecim miejscu podium kończył starty w 2001 i 2008 w dwójkach oraz w 1995 i 2000 w drużynie. Na mistrzostwach Europy zdobył osiem medali - dwa srebrne i sześć brązowych. Wicemistrzem kontynentu został w 1996 w drużynie mieszanej oraz w 2002 w dwójkach. Brąz zdobywał w 1998, 2000 i 2010 w dwójkach oraz w 1994, 1998 i 2002 w drużynie. W Pucharze Świata pięciokrotnie kończył na podium w klasyfikacji generalnej dwukrotnie zajmując drugie miejsce w sezonach 1993/1994 i 1998/1999.

## Osiągnięcia

### Igrzyska olimpijskie
| Rok  | Miejsce        | Dwójki |
| ---- | -------------- | ------ |
| 1994 | Lillehammer    | 10.    |
| 1998 | Nagano         | 4.     |
| 2002 | Salt Lake City | 6.     |
| 2006 | Turyn          | 4.     |
| 2010 | Vancouver      | 8.     |

### Puchar Świata

#### Miejsca na podium w klasyfikacji generalnej
| Sezon     | Miejsce |
| --------- | ------- |
| 1993/1994 | 2.      |
| 1996/1997 | 3.      |
| 1998/1999 | 2.      |
| 2001/2002 | 3.      |
| 2002/2003 | 3.      |